# Cizkrajov
Cizkrajov település Csehországban, a Jindřichův Hradec-i járásban. Cizkrajov Český Rudolec, Dačice, Slavonice, Staré Hobzí, Písečné és Peč településekkel határos. Lakosainak száma 517 fő (2024. január 1.).

## Népesség
A település lakosságának változását az alábbi diagram mutatja:
| Lakosok száma | 1166 | 1104 | 1033 | 761  | 592  | 578  | 547  | 542  | 513  | 517  |
|               | 1869 | 1890 | 1921 | 1950 | 1980 | 2001 | 2017 | 2019 | 2022 | 2024 |